# Orthotylus pennsylvanicus
Orthotylus pennsylvanicus är en insektsart som beskrevs av Henry 1979. Orthotylus pennsylvanicus ingår i släktet Orthotylus och familjen ängsskinnbaggar. Inga underarter finns listade i Catalogue of Life.